# 小蓋伊·史提爾
小蓋伊·路易士·史提爾（英語：Guy Lewis Steele Jr.，1954年10月2日—），綽號為“The Great Quux”，首字母缩写名为GLS，生於美國密蘇里州，計算機科學家，是Scheme的共同作者，也曾與理查德·斯托曼共同開發了Emacs，在程式語言方面有很大的貢獻。

## 生平
1975年，取得哈佛大學數學系學士，期間與傑拉德·傑伊·薩斯曼共同設計了Scheme。之後進入麻省理工學院，1977年取得計算機科學碩士，1980年，取得博士學位。在麻省理工學院期間，他參與Maclisp計畫，統一了TECO的按鍵標準，這個按鍵標準隨後成為Emacs的共同標準。畢業後，他至卡内基梅隆大学擔任計算機科學系助理教授。隨後，他加入一間超級電腦公司，思考機器（Thinking Machines），在此發展一個Lisp的平行運算版本，稱為*Lisp。
1994年，在比爾·喬伊的邀請下，加入昇陽電腦，成為Java程式語言小組成員。當時Java已經設計完成，但他為這個程式語言撰寫了非常良好的規格書。2003年，他成為昇陽院士（Sun Fellow）。他在Common Lisp的發展上貢獻良多，也協助了JavaScript的發展，此外，他也是Fortress的作者。

## 著作
- Common Lisp the Language。

## 延伸阅读
OOPSLA Conference(1998): Growing a Language （页面存档备份，存于）